# Исчезающий попутчик
Исчезающий попутчик (призрачный попутчик, привидение-попутчик) — городская легенда, в которой люди, путешествующие на автомобиле, встречают автостопщика, который впоследствии исчезает без объяснения, зачастую из движущегося автомобиля. Слухи об исчезающих попутчиках ходили веками, и сама байка известна по всему миру в разных интерпретациях. Популярность и древность легенды способствовали её внедрению в массовую культуру.
Общеизвестность легенды существенно распространилась после публикации книги Яна Гарольда Брунванда «Исчезающий попутчик» в 1981 году.
Прототип современного исчезающего попутчика — фигура, виднеющаяся в свете фар автомобиля одинокого ночного путника. Облик принимает положение автостопщика. Автомобилист останавливается и предлагает автостопщику его подвезти. Поездка продолжается, иногда абсолютно безмолвно, и в какой-то момент пассажир исчезает, хотя автомобиль продолжает двигаться на полном ходу.

## Интерпретации
В самой распространенной интерпретации попутчик исчезает как обычный пассажир, оставив какую-нибудь вещь или забирая предмет одежды, якобы чтобы укрыться от стужи, даже если погода совсем не прохладная. Исчезающий попутчик может также оставлять разного рода сведения, которые побуждают автомобилиста установить последующий контакт с попутчиком.
В подобных историях, прихваченная вещь часто оказывается найденной на могильной плите на местном кладбище. В историях с переданными сведениями ничего не подозревающий автомобилист впоследствии вступает в контакт с семьей покойного и обнаруживает, что описание, данное семьей умершего (обычно в результате автомобильной катастрофы), в точности соответствует образу попутчика автомобилиста и что встреча автомобилиста с попутчиком случилась на годовщину смерти покойного.
В некоторых случаях речь идет не о покойниках, а о пропавших без вести. Не все истории об исчезающих попутчиках описывают привидений. Один популярный на Гавайях вариант изображает богиню Пеле, которая путешествует под чужим именем и вознаграждает добрых путников. В некоторых интерпретациях автостопщики предрекают грядущую беду, перед тем как исчезнуть.

## Вещие попутчики
- В 1975 году было много сообщений о бабушке-пророке, которая исчезала из машин около австрийско-немецкой границы. 13 апреля того года, после того как 43-летний бизнесмен столкнулся с исчезающим пассажиром, австрийская полиция грозила штрафом в размере, равном 200 евро, тому, кто сообщит о подобных историях.
- В начале 1977 года около десятка автомобилистов в Милане и его окрестностях сообщили об ещё одной исчезающей бабушке, которая (до её неожиданного исчезновения) предупреждала подвозивших её автомобилистов о надвигающемся землетрясении, которое разрушит Милан 27 февраля (землетрясения не произошло). (La Stampa, 25 и 26 февраля, 1 марта 1977 года; Dallas Morning News 25 февраля 1977 года).
- В 1979 году около Литл-Рок, Арканзас, «хорошо одетый и приличный молодой человек» голосовал на обочине дороги, несмотря на то, что это было запрещено законом. Оказываясь в машине, он сообщал о грядущем Втором пришествии Иисуса Христа испуганным попутчикам. После разглашения своего предвидения он исчезал из движущейся машины. Подобные случаи продолжались в течение года, последнее сообщение о нём было 6 июля 1980 года.
- Примерно в то же самое время с описанным выше предсказывающим попутчиком ещё один путник-прорицатель исчезал из автомобилей примерно между штатами Вашингтон и Орегон. Попутчик был описан как 50-60-летняя женщина, она рассуждала о Боге и вечной жизни, а потом исчезала из салона автомобиля. Ещё один очевидец рассказал, что эта женщина предупредила его о том, что если он не раскается в его грехах, то погибнет в автокатастрофе. В 1980 году она проявляла тревожный интерес к вулкану Сент-Хеленс. Она предупреждала автомобилистов, что извержение вулкана в мае 1980 года означало предупреждение Бога о том, что те, кто не вернутся в лоно церкви, погибнут в результате вулканической активности в ближайшем будущем (точнее, 18 мая 1980 года). Местная полиция отметила 20 звонков от автомобилистов, которые встретили эту женщину. Midnight Globe от 5 августа 1980 года цитирует двух полицейских офицеров, которые имели дело с шокированными автомобилистами.

## Книги
- Bielski, Ursula, (1997) «Road Tripping» from Chicago Haunts: Ghostlore of the Windy City (Chicago: Lake Claremont Press, 1997).
- Brunvand, Jan Harold, (1981), The Vanishing Hitchhiker (ISBN 0-393-95169-3)
- Goss, Michael, (1984), The Evidence for Phantom Hitch-hikers (ISBN 0-85030-376-1)